# Ірмгард Меллер
І́рмгард Марі́я Елі́забет Ме́ллер (нім. Irmgard Maria Elisabeth Möller; нар. 13 травня 1947, Білефельд, Північний Рейн-Вестфалія, Британська зона окупації Німеччини) — західнонімецька терористка, членкиня ліворадикальної терористичної організації «Фракція Червоної Армії» (RAF). Єдина з членів RAF, що вижила під час «ночі смерті в Штаммгаймі».

## Життєпис

### Раннє життя
Народилася 13 травня 1947 року в сім'ї старшого викладача у Білефельді, що належала до британської зони окупації Німеччини. Наприкінці 1960-х років вивчала германістику в Мюнхені та брала участь у протестах, зокрема у захопленні Інституту німецькомовних досліджень. Згодом Меллер приєдналася до мюнхенських тупамарос, анархістської групи солідарності ув'язнених «Чорна допомога» (нім. Schwarze Hilfe) і жила в комуні з Фріцом Тойфелем та пізніми членами «Фракції Червоної армії» (нім. Rote Armee Fraktion — RAF) Рольфом Геіслером та Бріґіттою Монгаупт.

### Терористична діяльність
У 1971 році Меллер приєдналася до «Фракції Червоної армії» і у жовтні того ж року разом з іншими членами RAF, Маргріт Шиллер і Герхардом Мюллером, взяла участь у перестрілці з поліцією, внаслідок якої загинув один офіцер, а Шиллер був заарештований. І Меллер, і Шиллер пізніше заявляли, що поліцейського застрелив Мюллер, який згодом заключив угоду з поліцією і став інформатором.
12 травня 1972 року Мюллер і ще одна терористка, Ангела Лютер, увійшли до поліцейського відділку в Аугсбурзі і встановили трубчасті бомби в порожніх кабінетах. Внаслідок вибухів було поранено п'ятьох поліцейських. За два тижні Ірмгард Меллер, Ангела Лютер, Андреас Баадер і Гольгер Майнс підірвали казарми військ США в Європі та Африці в Гайдельберзі, внаслідок чого загинуло троє військових.

### Арешт і ув'язнення
9 липня 1972 року Ірмгард Меллер та ще один член RAF, Клаус Юншке, були заарештовані в Оффенбаху-на-Майні за наводкою інформатора серед членів організації. Меллер була засуджена до чотирьох з половиною років ув'язнення і в січні 1977 року переведена до в'язниці суворого режиму Штаммгайм, де мешкала на одному поверсі з ключовими фігурами RAF Андресом Баадером, Гудрун Енслін і Яном-Карлом Распе.
Друге покоління RAF намагалося звільнити членів своєї організації шляхом терактів. Так, у 1975 році в Стокгольмі члени RAF захопили заручників у посольстві Німеччини. У 1977 році терористи викрали і згодом вбили президента Федерального союзу асоціацій роботодавців Німеччини Ганса-Мартіна Шлейєра, а також захопили пасажирський літак «Ландсхут». Цими діями RAF намагалася змусити керівництво країни звільнити Меллер та інших терористів, однак федеральний уряд під керівництвом Гельмута Шмідта не пішов на поступки.
В ніч проти 18 жовтня 1977 року західнонімецький спецпідрозділ GSG 9 штурмував захоплений терористами літак і звільнив усіх заручників. Дізнавшись про це, Ян-Карл Распе, Гудрун Енслін і Андреас Баадер тієї ж ночі наклали на себе руки у своїх камерах. Распе і Баадер застрелилися з пронесених до в'язниці адвокатом пістолетів, Енслін повісилася за допомогою кабелю від гучномовця, а Ірмгард Меллер, єдина учасниця RAF, що вижила в ту ніч, завдала собі кілька ударів у груди вкраденим столовим ножем. Вона була доставлена літаком до Тюбінгенської хірургічної клініки з чотирма пораненнями в області серця і перенесла термінову операцію.
Прийшовши до тями, Меллер заявила, що смерті інших терористів були не самогубствами, а позасудовими стратами, вчиненими тодішнім урядом Західної Німеччини, що рішуче заперечувалося як колишнім, так і нинішнім урядами Німеччини. За її словами, близько 4:30 ранку 17 жовтня вона прокинулася від гучних ударів і її поранення не були нанесені їй нею самою.
31 травня 1979 року Меллер засудили до довічного ув'язнення, зокрема за потрійне вбивство. Після винесення вироку її перевели до Любека, де протягом багатьох років вона щоденно спілкувалася з іншою членкинею RAF Ганною Краббе, яка також відбувала там покарання за теракт у посольстві Німеччини в Стокгольмі.

### Звільнення
Меллер провела у виправних установах 23 роки. Будучи на той момент жінкою, що перебувала в ув'язненні найдовше в Німеччині, її звільнили з в'язниці Любека 1 грудня 1994 року. Згодом вона видала книгу, в якій журналіст Олівер Толмейн взяв у неї інтерв'ю про її перебування в RAF.